# Manuel Fumic
Manuel Fumic (* 30. März 1982 in Kirchheim/Teck) ist ein ehemaliger deutscher Radrennfahrer in der Mountainbike-Disziplin Cross-Country.

## Sportlicher Werdegang
Der Bruder von Lado Fumić erzielte seine ersten nennenswerten Erfolge in der U23, in der er von 2001 bis 2004 Deutscher Meister im Cross Country XCO wurde. Nach der Silbermedaille bei den UCI-Mountainbike-Weltmeisterschaften und der Bronzemedaille bei den UEC-Mountainbike-Europameisterschaften im Jahr 2003 schaffte er im Jahr 2004 das Triple aus Welt-, Europa- und Deutschen Meisterschaften in der U23. Noch als U23-Fahrer nahm er an den Olympischen Sommerspielen 2004 teil, bei denen er gemeinsam mit seinem Bruder Lado im Cross-Country-Rennen startete und den 8. Platz belegte.
Nachdem sich die Deutsche Telekom aus dem Mountainbike-Sponsoring zurückgezogen hatte, fuhren die Fumic-Brüder für das von ihnen gegründete Radsportteam fumic.brothers.international. Im Jahr 2008 wurde Fumic erstmals Deutscher Meister im XCO in der Elite, bei seiner zweiten Olympiateilnahme in Peking wurde er Elfter.
Seit 2010 fährt Fumic für das Team Cannondale Factory Racing. Im selben Jahr erzielte er in Houffalize seine erste Podiumsplatzierung im UCI-Mountainbike-Weltcup. Es folgten in den nächsten Jahren weitere Podiumsplatzierungen, ein Weltcup-Sieg blieb ihm jedoch verwehrt. Seine beste Platzierung in der Weltcup-Gesamtwertung hatte er in der Saison 2014, als er Vierter wurde.
Ab 2010 war Fumic regelmäßig Mitglied der deutschen Cross-Country-Staffel bei Welt- und Europameisterschaften und gewann mehrere Medaillen, unter anderem 2015 zusammen mit Ben Zwiehoff, Maximilian Brandl und Helen Grobert die bisher einzige Goldmedaille für eine deutsche Staffel bei den Europameisterschaften. Im Einzelrennen wurde er 2013 Vizeweltmeister und 2015 und 2017 jeweils Dritter der Europameisterschaften. Bei den Olympischen Sommerspielen 2012 in London erreichte er mit Platz 7 seine beste Olympia-Platzierung, bei den Olympischen Sommerspielen 2016 belegte er den 13. Platz.
Das für 2020 nach den Olympischen Spielen geplante Karriereende verschob Funic aufgrund der COVID-19-Pandemie um ein Jahr. Im Juni 2020 stürzte er im Training und verletzte sich schwer: Er trug ein gebrochenes Schulterblatt, gebrochene Rippen, einen Schlüsselbeinbruch und eine gequetschte Lunge davon. Ein Jahr später im Juni 2021 wurde Fumic erneut – insgesamt zum sechsten Mal – Deutscher Meister im XCO und für die Olympischen Sommerspiele 2020 in Tokio nominiert. Bei seiner fünften Teilnahme belegte er den 28. Platz im Cross-Country-Rennen.
Nach der Saison 2021 beendete Fumic seine aktive Laufbahn, beim als Abschiedsrennen geplanten XCO-Rennen bei den Mountainbike-Weltmeisterschaften 2021 konnte er nicht starten, da er sich zuvor im Training verletzt hatte.

## Familie
Manuel Fumic ist der Sohn von Vlado Fumić, Teilnehmer an den Olympischen Sommerspielen 1976 auf der Bahn für Jugoslawien, und der jüngere Bruder von Lado Fumić.

## Erfolge
| 2001 - Deutscher Meister (U23) – Cross-Country XCO 2002 - Deutscher Meister (U23) – Cross-Country XCO 2003 - Weltmeisterschaften (U23) – Cross-Country XCO - Europameisterschaften (U23) – Cross-Country XCO - Deutscher Meister (U23) – Cross-Country XCO 2004 - Weltmeister (U23) – Cross-Country XCO - Europameister – Cross-Country XCO - Deutscher Meister (U23) – Cross-Country XCO 2008 - Deutscher Meister – Cross-Country XCO 2010 - Weltmeisterschaften – Staffel XCR 2011 - Gesamtwertung Internationale Mountainbike-Bundesliga | 2012 - Weltmeisterschaften – Staffel XCR - Deutscher Meister – Cross-Country XCO 2013 - Weltmeisterschaften – Staffel XCR - Weltmeisterschaften – Cross-Country XCO 2015 - Europameister -Staffel XCR - Europameisterschaften – Cross-Country XCO - Deutscher Meister – Cross-Country XCO 2017 - Europameisterschaften – Cross-Country XCO - Deutscher Meister – Cross-Country XCO 2018 - Weltmeisterschaften – Staffel XCR - Deutscher Meister – Cross-Country XCO 2021 - Deutscher Meister – Cross-Country XCO |